# Lars Karlsson (rokometaš)
Lars Karlsson, švedski rokometaš, * 7. januar 1948.
Leta 1972 je na poletnih olimpijskih igrah v Münchnu v sestavi švedske rokometne reprezentance osvojil sedmo mesto.